# توم باسباي
توم باسباي هو ممثل كندي، ولد في 7 نوفمبر 1936 في تورونتو في كندا، وتوفي في 20 سبتمبر 2003 في غلاسكو في المملكة المتحدة بسبب نوبة قلبية.

## وصلات خارجية
- توم باسباي على موقع IMDb (الإنجليزية)
- توم باسباي على موقع قاعدة بيانات الفيلم (الإنجليزية)